# Norrklobben (Kumlinge, Åland)
Norrklobben är en ö i Åland (Finland). Den ligger i Skärgårdshavet och i kommunen Kumlinge i landskapet Åland, i den sydvästra delen av landet. Ön ligger omkring 45 kilometer öster om Mariehamn och omkring 230 kilometer väster om Helsingfors.
Öns area är 8,4 hektar och dess största längd är 0,7 kilometer i nord-sydlig riktning.